# Nappe de charriage
Pour les articles homonymes, voir charriage.

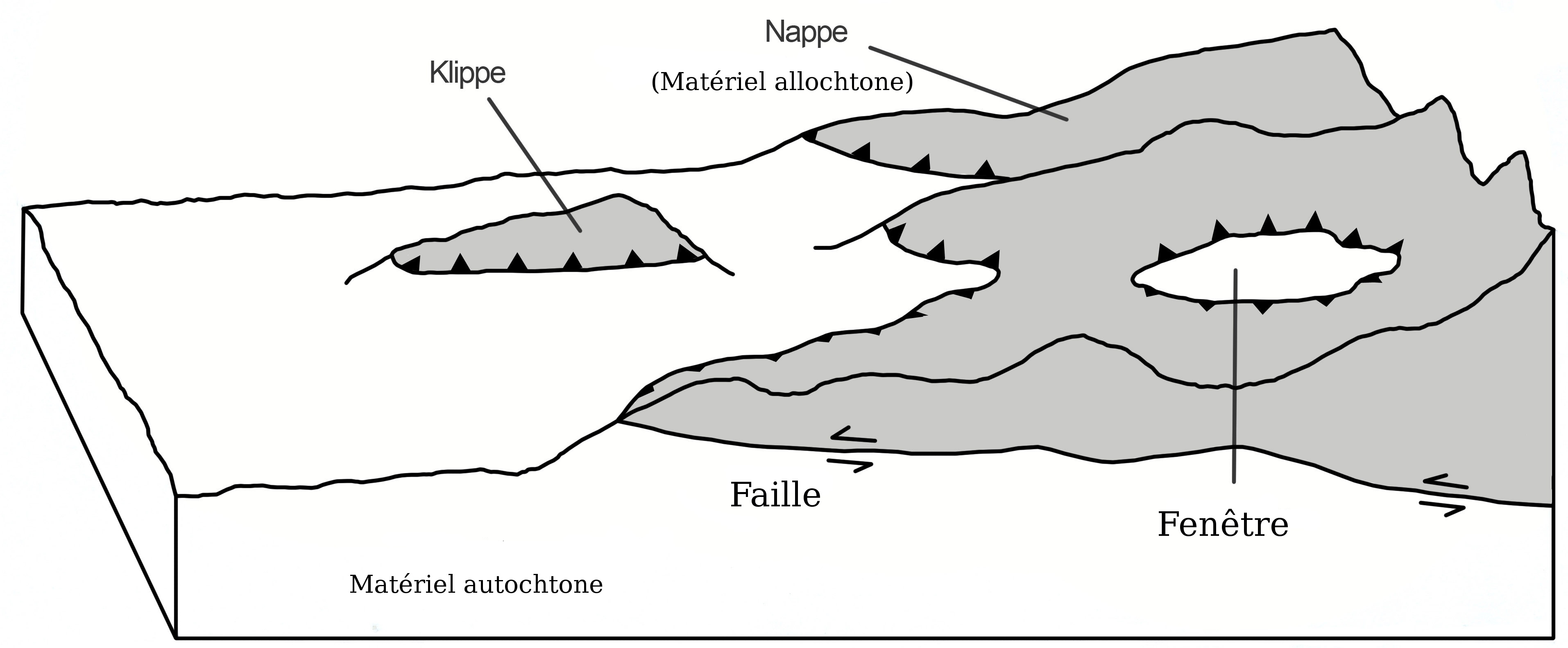
En gris les restes d'une nappe de charriage après un début d'érosion.

Une nappe de charriage est un ensemble important (par rapport à l'écaille ou lame de charriage) de couches géologiques qui, lors d'une orogenèse, se sont décollées du socle et se sont déplacées sur de grandes distances. On parle alors de terrains allochtones par opposition aux terrains autochtones. Les termes allochtone et autochtone sont utilisés par convention et ne préjugent pas du déplacement absolu des strates mais de leurs déplacements relatifs, il est en effet souvent impossible de déterminer si c'est la couche supérieure ou inférieure qui s'est déplacée.
La zone par laquelle la nappe est restée attachée sur son socle s'appelle la racine, la racine est fréquemment invisible ou a disparu ; dans ce cas on utilise la notion de patrie qui désigne la région de provenance de la nappe si elle existe encore.
Un morceau de nappe isolé du reste de la nappe par l'érosion s'appelle une klippe. Le terme îlot a aussi été utilisé en français, ce terme datant de l'époque où la nature des nappes de charriage n'était pas connue et où l'on pensait que ces lambeaux de charriage provenaient d'îlots entourés par une mer peu profonde.
Une zone de la nappe érodée permettant de voir les terrains autochtones sous-jacents s'appelle une fenêtre.
Les nappes de charriage sont des indices tectoniques qui permettent de révéler la convergences de deux lithosphères continentales et de leur collision. Elles s'empilent sur de grandes épaisseurs, ces empilements mettent en contact anormal des roches très éloignées dans le temps, comme des roches plus récentes vont se retrouver en dessous de roches plus anciennes. Ces chevauchements créent des reliefs en surface et une racine crustale en profondeur.